# Lachnodactyla arizonica
Lachnodactyla arizonica är en skalbaggsart som beskrevs av Schaeffer 1906. Lachnodactyla arizonica ingår i släktet Lachnodactyla och familjen Ptilodactylidae. Inga underarter finns listade i Catalogue of Life.